# Dossier 212: destinazione morte
Dossier 212: destinazione morte è un film del 1970 diretto da Jean Delannoy.
Il film, di produzione internazionale, è basato su un romanzo di Francis Ryck.

## Accoglienza

### Critica
(Piero Perona, Stampa Sera, 24 agosto 1970)